# بولينا ميخايلوفا
بولينا ميخايلوفا (بالروسية: Полина Юрьевна Михайлова)‏; مواليد 31 آب\أغسطس 1986) هي لاعبة كرة الطاولة روسية. شاركت في فعاليات تنس الطاولة فردي السيدات في الألعاب الأولمبية الصيفية 2016، حيث أقصتها اللاعبة فيكتوريا بافلوفيتش في الجولة الثانية.

## روابط خارجية
- بولينا ميخايلوفا على موقع منظمة تنس الطاولة العالمي (الإنجليزية)
- بولينا ميخايلوفا على موقع أوليمبيديا (الإنجليزية)